# نجف‌آباد (طارم سفلی)
نجف‌آباد یک منطقهٔ مسکونی در ایران است که در دهستان نیارک واقع شده‌است. نجف‌آباد ۱۵۰ نفر جمعیت دارد.